# Ilaria Saccavini
Ilaria Saccavini (ur. 24 kwietnia 1968 w Rzymie) – włoska brydżystka, World Master (WBF), European Master (EBL).

## Wyniki brydżowe

### Olimpiady
Na olimpiadach uzyskała następujące rezultaty:
| Olimpiady brydżowe. Zawody teamów | Olimpiady brydżowe. Zawody teamów | Olimpiady brydżowe. Zawody teamów | Olimpiady brydżowe. Zawody teamów | Olimpiady brydżowe. Zawody teamów | Olimpiady brydżowe. Zawody teamów |
| Rok                               | Miejsce                           | Zawody                            | Kategoria                         | Drużyna                           | Pozycja                           |
| --------------------------------- | --------------------------------- | --------------------------------- | --------------------------------- | --------------------------------- | --------------------------------- |
| 2004                              | Stambuł                           | 12. Olimpiada Teamów              | Kobiety                           | Italy                             | 9                                 |

### Zawody światowe
W światowych zawodach zdobyła następujące lokaty:
| Mistrzostwa Świata. Konkurencja teamów | Mistrzostwa Świata. Konkurencja teamów | Mistrzostwa Świata. Konkurencja teamów | Mistrzostwa Świata. Konkurencja teamów | Mistrzostwa Świata. Konkurencja teamów | Mistrzostwa Świata. Konkurencja teamów |
| Rok                                    | Miejsce                                | Zawody                                 | Kategoria                              | Drużyna                                | Pozycja                                |
| -------------------------------------- | -------------------------------------- | -------------------------------------- | -------------------------------------- | -------------------------------------- | -------------------------------------- |
| 2009                                   | São Paulo                              | 39. Mistrzostwa Świata Teamów          | Kobiety                                | Italy                                  | 5                                      |
| 2006                                   | Werona                                 | 12. Mistrzostwa Świata                 | Kobiety                                | La Cucina Italiana                     | 29                                     |
| 1997                                   | Hammamet                               | 33. Mistrzostwa Świata Teamów          | Trans                                  | Baroni                                 | 46                                     |

### Zawody europejskie
W europejskich zawodach zdobyła następujące lokaty:
| Zawody europejskie. Konkurencja teamów | Zawody europejskie. Konkurencja teamów | Zawody europejskie. Konkurencja teamów | Zawody europejskie. Konkurencja teamów | Zawody europejskie. Konkurencja teamów | Zawody europejskie. Konkurencja teamów |
| Rok                                    | Miejsce                                | Zawody                                 | Kategoria                              | Drużyna                                | Pozycja                                |
| -------------------------------------- | -------------------------------------- | -------------------------------------- | -------------------------------------- | -------------------------------------- | -------------------------------------- |
| 2014                                   | Abacja                                 | 52. Mistrzostwa Europy Teamów          | Kobiety                                | Italy                                  | 4                                      |
| 2013                                   | Ostenda                                | 6. Otwarte Mistrzostwa Europy          | Kobiety                                | Italy 1                                | 3                                      |
| 2012                                   | Dublin                                 | 51. Mistrzostwa Europy Teamów          | Kobiety                                | Italy                                  | 9                                      |
| 2009                                   | San Remo                               | 4. Otwarte Mistrzostwa Europy          | Kobiety                                | F.I.G.B. Ladies                        | 3                                      |
| 2008                                   | Pau                                    | 49. Mistrzostwa Europy Teamów          | Kobiety                                | Italy                                  | 2                                      |
| 2007                                   | Antalya                                | 3. Otwarte Mistrzostwa Europy          | Kobiety                                | La Cucina Italiana                     | 5                                      |
| 2006                                   | Warszawa                               | 48. Mistrzostwa Europy Teamów          | Kobiety                                | Italy                                  | 9                                      |
| 2005                                   | Teneryfa                               | 2. Otwarte Mistrzostwa Europy          | Kobiety                                | Italia Resta                           | 17                                     |
| 2004                                   | Malmö                                  | 47. Mistrzostwa Europy Teamów          | Kobiety                                | Italy                                  | 12                                     |
| 1998                                   | Akwizgran                              | 5. Mistrzostwa Europy Mikstów          | Miksty                                 | Burati                                 | 49                                     |

| Zawody europejskie. Konkurencja par | Zawody europejskie. Konkurencja par | Zawody europejskie. Konkurencja par | Zawody europejskie. Konkurencja par | Zawody europejskie. Konkurencja par | Zawody europejskie. Konkurencja par |
| Rok                                 | Miejsce                             | Zawody                              | Kategoria                           | Partner                             | Pozycja                             |
| ----------------------------------- | ----------------------------------- | ----------------------------------- | ----------------------------------- | ----------------------------------- | ----------------------------------- |
| 2007                                | Antalya                             | 3. Otwarte Mistrzostwa Europy       | Kobiety                             | Simonetta Paoluzi                   | 25                                  |
| 2005                                | Teneryfa                            | 2. Otwarte Mistrzostwa Europy       | Kobiety                             | Simonetta Paoluzi                   | 25                                  |
| 2001                                | Teneryfa                            | 45. Mistrzostwa Europy Teamów       | Kobiety                             | Marina Fransos                      | 30                                  |
| 2000                                | Bellaria                            | 6. Mistrzostwa Europy Mikstów       | Mikst                               | Fabio Rosati                        | 445                                 |
| 1999                                | Malta                               | 44. Mistrzostwa Europy Teamów       | Kobiety                             | Marina Fransos                      | 50                                  |
| 1998                                | Akwizgran                           | 5. Mistrzostwa Europy Mikstów       | Mikst                               | Paolo Rosati                        | 384                                 |
| 1997                                | Montecatini                         | 6. Mistrzostwa Europy Par Kobiet    | Kobiety                             | Marina Fransos                      | 44                                  |
| 1995                                | Vilamoura                           | 42. Mistrzostwa Europy Teamów       | Kobiety                             | Marina Fransos                      | 16                                  |
| 1995                                | Rzym                                | 8. Mistrzostwa Europy Par           | Open                                | Antonella Caggese                   | 283                                 |

## Klasyfikacja
- Ilaria Saccavini – klasyfikacja WBF (ang.)
- Ilaria Saccavini – klasyfikacja EBL (ang.)